# Fred Durkin
Fred Durkin è un personaggio di fantasia nato dalla penna dello scrittore statunitense Rex Stout, che compare nelle opere della serie di Nero Wolfe.
Fred è un investigatore operaio che è spesso assunto per classici casi di pedinamento. Durkin è onesto e socievole, ma talora rozzo. È spesso ansioso con Nero Wolfe nei paraggi, che una volta ha offeso versando dell'aceto nell'insalata. Per guadagnarsi il favore di Wolfe, spesso accetta l'offerta di bere della birra, anche se Archie ha sentito Fred definirla "brodaglia".